# 葛家店站
葛家店站位于鹰潭市余江县画桥镇葛家店村，为皖赣铁路车站，距离火龙岗站505千米，距离贵溪站65千米，于1980年投入使用。车站设有2条股道，以及一座面积370平方米的站房:446。
葛家店站目前为五等站，仅办理列车通过、停靠作业，不办理客货运业务；但每日有一对来往景德镇和南昌的旅客列车在该站办理通勤乘降业务。
2019年8月，南昌电务段对该站信号及电气设备设施进行更新工程。